# Stefano Casiraghi
Stefano Casiraghi, född 8 september 1960, död 3 oktober 1990, var en italiensk affärsman, societetsherre samt racerförare av motorbåtsporten offshore.
Han var involverad i näringslivet och var bland annat grundaren till flygbolaget Monacair, satt som styrelseordförande för ett av Fiats dotterbolag Cogefar France och majoritetsägare i fastighetsbolaget Engeco. Casiraghi var också gift med prinsessan Caroline av Monaco från 1983 och fram till sin död 1990, de fick barnen Andrea Casiraghi, Charlotte Casiraghi och Pierre Casiraghi.
Han studerade nationalekonomi vid Università Commerciale Luigi Bocconi men avlade aldrig någon examen. Casiraghi började istället arbeta för sin fars företag, som verkade inom byggindustri, petroleum och tillverkningsindustri, vilket gjorde fadern mycket förmögen på grund av efterdyningarna av andra världskriget.
Casiraghi hade börjat tävla i motorbåtsport 1984 och vann 1989 års världsmästerskap i offshore, som gick av stapeln på Atlanten utanför Atlantic City, New Jersey i USA. Den 3 oktober 1990 deltog Casiraghi och hans lagkamrat Patrice Innocenti i en världsmästartävling som regerande världsmästare. Tävlingen gick den här gången av stapeln på Medelhavet utanför Saint-Jean-Cap-Ferrat i Frankrike. De två körde den 12,8 meter långa motorkatamaranen Pinot di Pinot. Under tävlingen, när de körde i över 150 km/h, så kom båten upp i luften på grund av en våg och båten landade upp och ner i vattnet, vilket gjorde att både Casiraghi och Innocenti blev allvarlig skadade. Räddningsmanskapet kom till platsen och tog upp de två. De kördes i ilfart till sjukhuset Centre hospitalier Princesse-Grace i La Colle i Monaco. Casiraghi förklarades avliden på sjukhuset medan Innocenti klarade sig med livet i behåll. Casiraghi gravsättes i Chapelle de la Paix St Honoré i Monaco-Ville.